# とかげ座アルファ星
とかげ座α星 (とかげざアルファせい、α Lacertae, α Lac) は、とかげ座にある白色の主系列星で、視等級3.77等ととかげ座で最も明るい恒星である。

## 二重星
とかげ座α星は、A型（白色）で11.8等級の「伴星」CCDM J22313+5017Bと、地球からは約46秒離れて見える二重星を形成している。ただし、これはあくまで見かけの二重星で、CCDM J22313+5017Bはとかげ座α星より27倍くらい遠く、たまたま同じ方角にあるだけで物理的な関係はない。